# Qian Qichen
Qian Qichen (en chino simplificado: 钱其琛, en chino tradicional: 錢其琛, en pinyin: Qián Qíchēn; Jiading, 5 de enero de 1928-Pekín 9 de mayo de 2017) fue un político y diplomático chino y desde 1988 hasta el 1998 ocupó el cargo de Ministro de Asuntos Exteriores de la República Popular China.

## Biografía
Qian Qichen nació en Jiading, Shanghái, el 5 de enero de 1928. Se casó con Zhou Hanqiong (周寒琼). Qian se hizo miembro del Partido Comunista de China en 1942. Después de terminar sus estudios en 1955, se desempeñó como diplomático en Moscú y otros lugares. Sirvió durante un tiempo como embajador en Guinea. Empezó a trabajar en el Ministerio de Asuntos Exteriores en 1977 y fue viceministro de Asuntos Exteriores de 1982 a 1988 y Ministro en el período 1988-1998. Fue Vice Primer ministro del Consejo de Estado desde 1993 hasta su jubilación en 2003.